# Vingt-Hanaps
Vingt-Hanaps település Franciaországban, Orne megyében. Lakosainak száma 443 fő (2018. január 1.). Vingt-Hanaps Saint-Gervais-du-Perron, Forges, Le Bouillon, Larré, Ménil-Erreux és Écouves községekkel határos.

## Népesség
A település népessége az elmúlt években az alábbi módon változott:
| Lakosok száma | 320  | 323  | 301  | 374  | 390  | 427  | 471  | 451  | 444  | 443  |
|               | 1962 | 1968 | 1975 | 1982 | 1990 | 2008 | 2013 | 2015 | 2017 | 2018 |